# 田村正幸
田村 正幸（たむら まさゆき、1951年3月1日 - ）は、日本の政治家。新潟県南魚沼郡湯沢町長（第7代、3期）。湯沢町議会議員 （1999年 - 2013年）を務めた。特技はスキー。

## 経歴
- 1969年（昭和44年）- 3月、新潟県立六日町高等学校を卒業。
- 1973年（昭和48年）- 3月、国士舘大学政経学部を卒業。
- 1974年（昭和49年）- 4月、湯沢町役場に入職。
- 1976年（昭和51年）- 6月、湯沢町役場を退職。
- 1999年（平成11年）- 4月、湯沢町議会議員に初当選。
- 2003年（平成15年）- 4月、湯沢町議会議員にトップ当選（2期）
- 2007年（平成19年）- 4月22日、湯沢町議会議員にトップ当選（3期）[10]
- 2011年（平成23年）- 4月24日、湯沢町議会議員にトップ当選（4期）[11]
  - 5月6日、湯沢町議会議長に就任[12]。
- 2013年（平成25年）- 7月22日、湯沢町議会議長を退任。
  - 12月1日、湯沢町長選に初当選[13][14][15][16]。

※当日有権者数：6,931人 最終投票率：74.12%（前回比：＋3.32pts）
| 候補者名 | 年齢 | 所属党派 | 新旧別 | 得票数  | 得票率 | 推薦・支持 |
| -------- | ---- | -------- | ------ | ------- | ------ | ---------- |
| 田村正幸 | 62   | 無所属   | 新     | 3,214票 | 63.6%  |            |
| 上村清隆 | 66   | 無所属   | 現     | 1,843票 | 36.4%  |            |

- 12月10日、湯沢町長（第7代）に就任[17]。
- 2017年（平成29年）- 11月28日、無投票再選。
- 2021年（令和3年） - 11月28日投開票の町長選で3選。

※当日有権者数：6,881人 最終投票率：62.56%（前回比：pts）
| 候補者名 | 年齢 | 所属党派 | 新旧別 | 得票数  | 得票率 | 推薦・支持 |
| -------- | ---- | -------- | ------ | ------- | ------ | ---------- |
| 田村正幸 | 70   | 無所属   | 現     | 2,620票 | 61.78% |            |
| 岸野雅人 | 62   | 無所属   | 新     | 1,621票 | 38.22% |            |

## 政策

### 開花八策[18]
1. 観光産業の基盤整備（500万人観光回復 その先へ）
2. 企業育成 産業育成（力強い経済を取り戻す）
3. 企業誘致、起業誘致（チャレンジ出来る町へ）
4. 若者人口増加（人口1万人回復へ）
5. 子育て支援（未来の宝を育む）
6. 健康な暮らし（健康的な町へ）
7. 安心、安全な暮らし（防災体制の強化）
8. 行財政改革（チャレンジする行政へ）
9. 好循環型社会の確立

## 関連事項
- 雪国観光圏 - 雪国観光圏推進協議会の会長を務める[19]。
- 冬季オリンピック
- アルペンスキー・ワールドカップ